# Orlando Arcia
Orlando Jesús Arcia (Anaco, 4 de agosto de 1994), es un beisbolista profesional venezolano que juega en las posiciones de campocorto con los Atlanta Braves de las Grandes Ligas. En la Liga Venezolana de Béisbol Profesional juega con el equipo Leones del Caracas.
Es hermano de Oswaldo Arcia.

## Carrera como beisbolista

### 2010
Los Milwaukee Brewers firmaron a Orlando Arcia como agente libre internacional  en octubre de 2010.

### 2011
Hizo su debut profesional el 28 de mayo de 2011 con DSL Brewers de la Dominican Summer League.

### 2012
Se perdió la temporada de 2012 debido a una fractura de tobillo que sufrió durante la pretemporada.

### 2013
Arcia regresó en 2013 para jugar con los Wisconsin Timber Rattlers de la Clase A de la Midwest League.

### 2014
jugó para los Brevard County Manatees de la Clase A-Avanzada de la Florida State League en 2014.

### 2015
Pasó la temporada 2015 con los Biloxi Shuckers de la clase AA de la Southern League. En julio del 2015, jugó en el Juego de las Futuras All-Star. Después de batear AVG.307 / OBO.347 / SLG .453 con 8 cuadrangulares, Arcia fue nombrado el jugador de los Cerveceros de Milwaukee de liga menor del año para el año 2015. Los Cerveceros de Milwaukee añadió a la lista de 40 jugadores después de la temporada.

### LVBP
También pasó 2014 y 2015 jugando para los Caribes de Anzoátegui de la Liga Venezolana de Béisbol Profesional. En un principio había sido firmado por los Tigres de Aragua (con quienes no llegó a ver acción), mas fue traspasado a los indígenas junto con su hermano Oswaldo a cambio de los jugadores Eduardo Escobar y Avisaíl García.

### 2016
Arcia comenzó la temporada de 2016 con los Colorado Springs Sky Sox de la Clase Triple A de la Pacific Coast League.
El 2 de agosto de 2016, Arcia hizo su debut en Grandes Ligas de Béisbol, siendo el Venezolano N° 351 en la MLB.

### LVBP
En agosto de 2022 junto con su hermano Oswaldo es objeto de una nueva transacción, esta vez pasando a los Leones del Caracas a cambio de los lanzadores José Marco Torres y Loiger Padrón.

## Personal
Su hermano, Oswaldo Arcia, juega para los Diamondbacks de Arizona.